# Paragaleodes occidentalis
Espèce
Synonymes
- Galeodes occidentalis Simon, 1885

Paragaleodes occidentalis est une espèce de solifuges de la famille des Galeodidae.

## Distribution
Cette espèce se rencontre en Maroc, en Algérie et en Mauritanie.

## Systématique et taxinomie
Cette espèce a été décrite sous le protonyme Galeodes occidentalis par Simon en 1885. Elle est placée dans le genre Paragaleodes par Kraepelin en 1899.

## Publication originale
- Simon, 1885 : « Études sur les Arachnides recueillis en Tunisie en 1883 et 1884 par MM. A. Letourneux, M. Sédillot et Valéry Mayet, membres de la mission de l'Exploration scientifique de la Tunisie. » Exploration scientifique de la Tunisie, Paris, p. 1-55.